# Isabella Gómez
Isabella Gómez (Medellín; 9 de febrero de 1998) es una actriz colombiana conocida por interpretar a Elena Álvarez en la serie original de Netflix One Day at a Time. Anteriormente tuvo papeles menores en Modern Family y Matador.

## Filmografía

### Televisión
| Año       | Título                             | Personaje         | Notas                                     |
| --------- | ---------------------------------- | ----------------- | ----------------------------------------- |
| 2014      | Matador                            | Cristina Sandoval | 7 episodios                               |
| 2016      | Modern Family                      | Flavia            | Episodio: "The Party"                     |
| 2017–2019 | One Day at a Time                  | Elena Álvarez     | Rol principal; 3 temporadas; 39 episodios |
| 2019      | Big Hero 6: The Series             | Megan (voz)       | Episodio: "Something's Fishy"             |
| 2019      | Star vs. the Forces of Evil        | Mariposa (voz)    | Episodio: "Gone Baby Gone"                |
| 2019      | A Cinderella Story: Christmas Wish | Isla              | Netflix Production                        |